# Helmholtzia

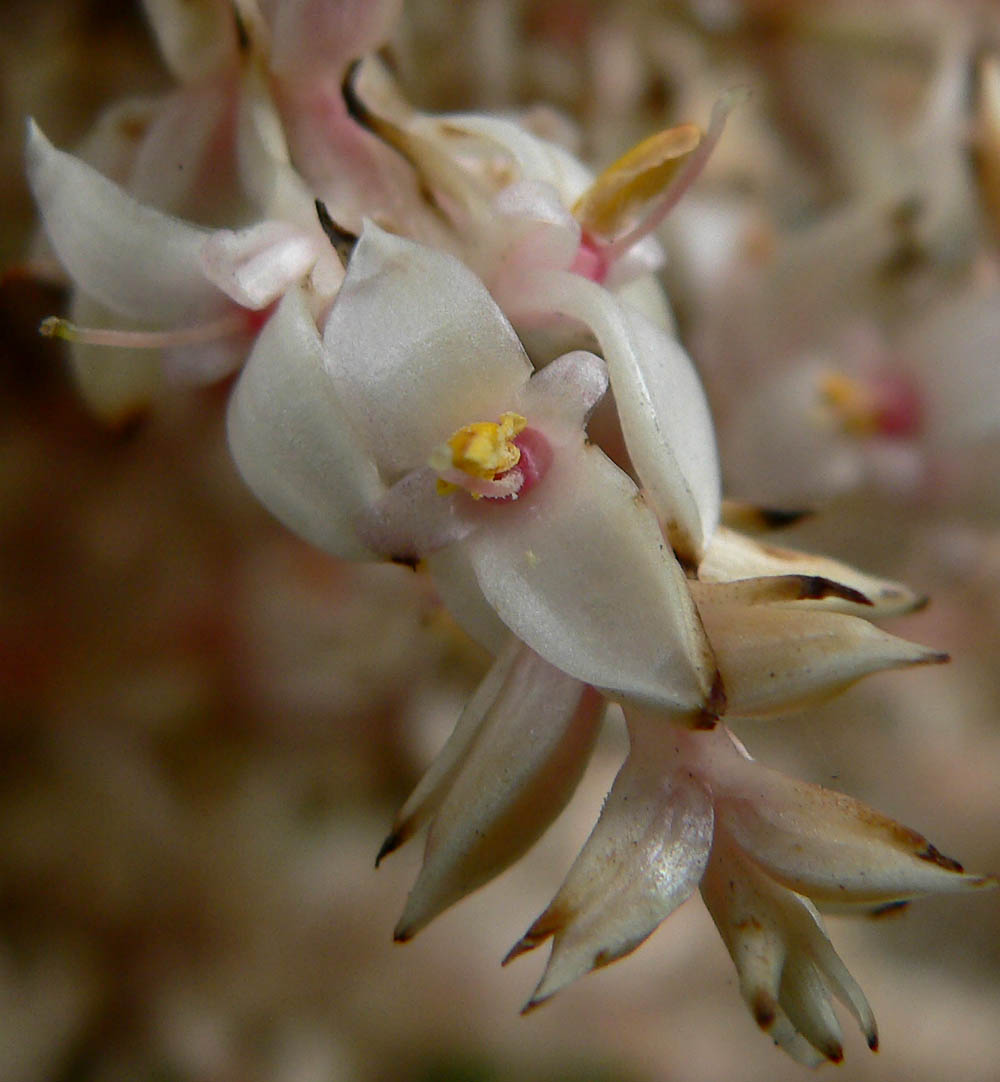
Kwiaty Helmholtzia glaberrima

Helmholtzia – rodzaj roślin z rodziny Philydraceae. Obejmuje 3 gatunki występujące w Australii i na Nowej Gwinei.

## Morfologia
PokrójRośliny zielne o okazałych kępach liści wyrastających z krótkiego kłącza.
LiścieSztywne i gładkie.
KwiatyZebrane w duży, wiechowaty kwiatostan. Poszczególne kwiaty wsparte są liściowatymi przysadkami. Listki okwiatu białe lub różowe, nagie, zewnętrzne nieco kapturkowato wygięte, wewnętrzne prosto rozpostarte. Pręcik pojedynczy. Zalążnia trójkomorowa, naga lub owłosiona, szyjka słupka giętka, zakończona drobnym, główkowatym znamieniem.
OwoceTorebki zawierające liczne nasiona.

## Systematyka
Wykaz gatunków
- Helmholtzia acorifolia F.Muell.
- Helmholtzia glaberrima (Hook.f.) Caruel
- Helmholtzia novoguineensis (K.Krause) Skottsb.